# Salzburg Ducks 2019
Questa voce raccoglie le informazioni riguardanti i Salzburg Ducks nelle competizioni ufficiali della stagione 2019.

## Maschile

### Roster
| Roster dei Salzburg Ducks (2019) |
| --- |
| Quarterback Running Back - Ferdinand Grün FB - Florian Geyer FB Wide Receiver - 88 David Kanyinda - Patrik Höllerer - Moritz Hinterseer - Lukas Brändle Offensive Linemen - 69 Christian Rödig OT - Moritz Mosshammer OG - Niklas Simeoni OG - Inderjit Singh OT - Stefan Skazel OG - Patrik Wagner OG - Daniel Hacksteiner OG Defensive Linemen - Denis Holthuis DT - Ricardo Francisco Ithal Bello DE/FB Linebacker - 1 Elijah Böhm OLB - 99 Dominik Höllerer OLB - Jakob Kittl MLB - Hannes Rauchenzauner OLB - Georg Zellweger MLB - Helmut Gappmayer OLB - Tom Gappmayer OLB Defensive Back - Patrick Oberschmidleitner S - Robert Eckschlager CB - Arazm Einy CB Special Team , * Tobias Leitner - Sebastian Post - Sebastian Siller - David Tillian - Pedro Murilo Macedo De Souza - Bernhard Frenkenberger - Kenan Karavelioglu - Stefan Langmaier - Alexander Richter - Philipp Wiefler - Heinz Schmeißner - Amrullah Azizi - Alexander Hauch - Florian Radauer - Michael Feßl - Stefan Niebler - Michael Wetsch - Sebastian Schwaiger - Lukas Haring - Fabian Willehead Matl - Marc Merlin - Filip Milicevic - Milos Pavicevic - Adrian Erhart - Moritz Bylczynski - Valentin Adlgasser - Alexander Reischl - Rene Reisenberger - Lukas Riegler - Florian Janos Schmid - Fabian Schnabel - Jakob Schwarz - Thomas Stegmüller - Julius Stöger - Noah Seydou Toure - Alexander Würfel - Christopher Feßl - Thomas Feßl - David Fitzka - Alexander Gauglhofer - Alexander Ebner nella squadra d'allenamento Coaching staff Nicolas Johansen (HC) · Rick Rhoades (DC) |

### Amichevoli
| Kópavogur 30 novembre 2019, ore 19:30 | Reykjavík Einherjar | 38 – 14 | Salzburg Ducks | Kórinn |

### AFL - Division II 2019

#### Stagione regolare
| Maribor 30 marzo 2019, ore 15:00 2ª giornata | Maribor Generals | 14 – 35 (0-7 14-7 0-14 0-7) referto | Salzburg Ducks | Športni Park Tabor |

| Hallein 13 aprile 2019, ore 14:00 3ª giornata | Salzburg Ducks | 27 – 13 (0-0 20-0 0-7 7-6) referto | Domžale Tigers | Universitäts und Landessportzentrum Salzburg/Rif |

| Voitsberg 21 aprile 2019, ore 15:00 4ª giornata | Styrian Hurricanes | 17 – 34 (6-21 3-7 0-6 8-0) referto | Salzburg Ducks | Hans Blümel Stadion |

| Oberalm 28 aprile 2019, ore 14:00 5ª giornata | Salzburg Ducks | 34 – 27 (14-6 0-13 13-0 7-8) referto | Graz Giants 2 | 1. Oberalmer Sportverein |

| Graz 12 maggio 2019, ore 15:00 6ª giornata | Graz Giants 2 | 13 – 14 (7-0 0-0 0-6 6-8) referto | Salzburg Ducks | Stadion Eggenberg |

| Oberalm 2 giugno 2019, ore 14:00 8ª giornata | Salzburg Ducks | 69 – 19 (27-13 28-6 0-0 14-0) referto | Maribor Generals | 1. Oberalmer Sportverein |

| Domžale 9 giugno 2019, ore 15:00 9ª giornata | Domžale Tigers | 26 – 56 (0-14 14-14 0-14 12-14) referto | Salzburg Ducks | Športni Park |

| Mondsee 23 giugno 2019, ore 14:00 10ª giornata | Salzburg Ducks | 46 – 7 (14-7 20-0 12-0 0-0) referto | Styrian Hurricanes | Union Raiffeisen Mondsee |

#### Playoff
| 6 luglio 2019, ore 17:00 Semifinale | Salzburg Ducks | 21 – 13 (21-0 0-7 0-6 0-0) referto | Vienna Warlords |  |

| 14 luglio 2019, ore 17:00 Iron Bowl | Salzburg Ducks | 26 – 27 (6-0 7-10 13-10 0-7) referto | Znojmo Knights |  |

### Statistiche di squadra
| Competizione      | %Vittorie | In casa | In casa | In casa | In casa | In casa | In casa | In trasferta | In trasferta | In trasferta | In trasferta | In trasferta | In trasferta | Totale | Totale | Totale | Totale | Totale | Totale |
| Competizione      | %Vittorie | G       | V       | N       | P       | Pf      | Ps      | G            | V            | N            | P            | Pf           | Ps           | G      | V      | N      | P      | Pf     | Ps     |
| ----------------- | --------- | ------- | ------- | ------- | ------- | ------- | ------- | ------------ | ------------ | ------------ | ------------ | ------------ | ------------ | ------ | ------ | ------ | ------ | ------ | ------ |
| Amichevoli        | .000      | 0       | 0       | 0       | 0       | 0       | 0       | 1            | 0            | 0            | 1            | 14           | 38           | 1      | 0      | 0      | 1      | 14     | 38     |
| Stagione regolare | 1.000     | 4       | 4       | 0       | 0       | 156     | 66      | 4            | 4            | 0            | 0            | 158          | 70           | 8      | 8      | 0      | 0      | 314    | 136    |
| Playoff           | .500      | 1       | 1       | 0       | 0       | 21      | 13      | 1            | 0            | 0            | 1            | 26           | 27           | 2      | 1      | 0      | 1      | 47     | 40     |
| Totale            | .818      | 5       | 5       | 0       | 0       | 177     | 79      | 6            | 4            | 0            | 2            | 198          | 135          | 11     | 9      | 0      | 2      | 375    | 214    |

## Femminile

### Roster
| Roster delle Salzburg Ducks Ladies (2019) |
| --- |
| Quarterback - 27 Nadja Fankhauser Running Back - 3 Angelika Leitner FB/MLB - 11 Ulla Kragl HB/S - 17 Theresa Schuster FB/MLB - 24 Sofia Erlbacher - 34 Sarah Struber HB/OLB Wide Receiver - 83 Dzesszika Kindak - 87 Christina Gull Offensive Linemen - 51 Eva Martin C/LG/MLB - 61 Petra Enzinger C/LG/NT - 62 Anna Eder G - 66 Stefanie Schery LG - 67 Victoria Wengler LG/NT - 72 Bianca Steiner RG - 73 Stephanie Fankhauser C Defensive Linemen - 57 Carina Czak DT/RG - 60 Stefanie Niedl DT/RG - 66 Cornelia Lahner NT/RG Linebacker - 9 Verena Engljähringer OLB/WR - 29 Raphaela Wimmer OLB/QB - 39 Mona-Lisa Rieder OLB/WR - 82 Elisabeth Andriska MLB/TE/WR - 88 Lejla Solakovic OL/WRB - Sandra Nägele MLB Defensive Back - 5 Helena Gappmayer CB/S/WR - 21 Sarah Riefler CB/HB - 40 Monika Lang CB/WR - 80 Anna-Lena Reiter CB/WR - 90 Martina Wengler CB/WR Special Team , * Eva-Maria Steinberger - Vera Rauchenzauner nella squadra d'allenamento Coaching staff Patrik Wagner · Florian Bayrhammer |

### AFL - Division Ladies 2019

#### Stagione regolare
| 7 settembre 2019, ore 14:00 CEST 1ª giornata | Salzburg Ducks Ladies | 19 – 0 (0-0 0-0 13-0 6-0) referto | Budapest Wolves Ladies |  |

| 21 settembre 2019, ore 14:00 CEST 2ª giornata | Salzburg Ducks Ladies | 6 – 24 (0-0 6-8 0-0 0-16) referto | Telfs Patriots Ladies |  |

| Maria Enzersdorf 13 ottobre 2019, ore 10:00 3ª giornata | Danube Dragons Ladies | 24 – 7 referto | Salzburg Ducks Ladies | BSFZ-Arena |

| Vienna 19 ottobre 2019, ore 15:00 CEST 4ª giornata | Vienna Vikings Ladies | 58 – 0 (14-0 28-0 8-0 8-0) referto | Salzburg Ducks Ladies | Footballzentrum Ravelinstraße |

| Schwaz 10 novembre 2019, ore 11:00 CEST 6ª giornata | Schwaz Hammers Ladies | 32 – 0 | Salzburg Ducks Ladies | Silberstadt Arena |

### Statistiche di squadra
| Competizione      | %Vittorie | In casa | In casa | In casa | In casa | In casa | In casa | In trasferta | In trasferta | In trasferta | In trasferta | In trasferta | In trasferta | Totale | Totale | Totale | Totale | Totale | Totale |
| Competizione      | %Vittorie | G       | V       | N       | P       | Pf      | Ps      | G            | V            | N            | P            | Pf           | Ps           | G      | V      | N      | P      | Pf     | Ps     |
| ----------------- | --------- | ------- | ------- | ------- | ------- | ------- | ------- | ------------ | ------------ | ------------ | ------------ | ------------ | ------------ | ------ | ------ | ------ | ------ | ------ | ------ |
| Stagione regolare | .200      | 2       | 1       | 0       | 1       | 25      | 24      | 3            | 0            | 0            | 3            | 7            | 114          | 5      | 1      | 0      | 4      | 32     | 138    |
| Totale            | .200      | 2       | 1       | 0       | 1       | 25      | 24      | 3            | 0            | 0            | 3            | 7            | 114          | 5      | 1      | 0      | 4      | 32     | 138    |